# Jörg Wickram
Jörg Wickram (Colmar, 1505 körül, – Burkheim, 1562 előtt) sokoldalú és produktív német (korai újfelnémet) író volt.

## Élete
Wickram a colmari városi tanácsos, Konrad Wickram fia volt, így neves nagypolgári családból származott. Mivel azonban apja nem volt anyja felesége, nem kapott származásának megfelelő iskolai képzést. Eleinte Colmarban volt aranyműves, később festő, majd törvényszéki segéd. Körülbelül 1530-tól jelentek meg irodalmi művei. Wickram 1546-ban lett colmari polgár. 1543-ban szintén Colmarban könyvkereskedőként említik.
Itt, szülővárosában alapított mesterdalnok iskolát. 1555-ben Wickram Burkheimben lett jegyző. Élete utolsó éveiben valószínűleg betegeskedett. 1556 után már nem jelent meg új műve. Elhalálozásának pontos dátuma ismeretlen; egy 1562-ben Strasbourgban kiadott nyomtatványban már nem számolták az élők sorába.

## Művei
- Spiel von den zehn Altern, 1531
- Der treu Eckart 1532
- Das Narrengießen, 1537/1538
- Ritter Galmy, 1539
- Das Spiel von dem verlorenen Sohn, 1540
- Historie von Reinhart und Gabriotto, 1551
- Von der Trunkenheit, 1551
- Der Jungen Knaben Spiegel, 1554
- Rollwagenbüchlin, 1555
- Der irr reitende Pilger, 1555
- Von guten und bösen Nachbarn, 1556
- Die sieben Hauptlaster, 1556/57
- Der Goldtfaden, 1557

## Külső hivatkozások
- A Ritter Galmy szövege (Bibliotheca Augustana)
- A Rollwagenbüchleins szövege (Bibliotheca Augustana)
- A Vom guten und bösen Nachbarn szövege (Bibliotheca Augustana)
- http://www.joerg-wickram.de